# 巴勒莫音乐学院
巴勒莫「亚历山德罗·斯卡拉蒂」音乐学院（意大利语：Conservatorio Alessandro Scarlatti）是一所古老的高等音乐研究机构，于1618年成立于西西里巴勒莫市，起初名为“好牧人孤儿院”。1915年，它被命名为文森佐·贝里尼音乐学院。巴勒莫音乐学院是一所高等艺术、音乐和舞蹈教育机构（AFAM），有权授予意大利本科和硕士等级的学位。自2018年8月10日起，它以巴勒莫作曲家亚历山德罗·斯卡拉蒂的名字命名。

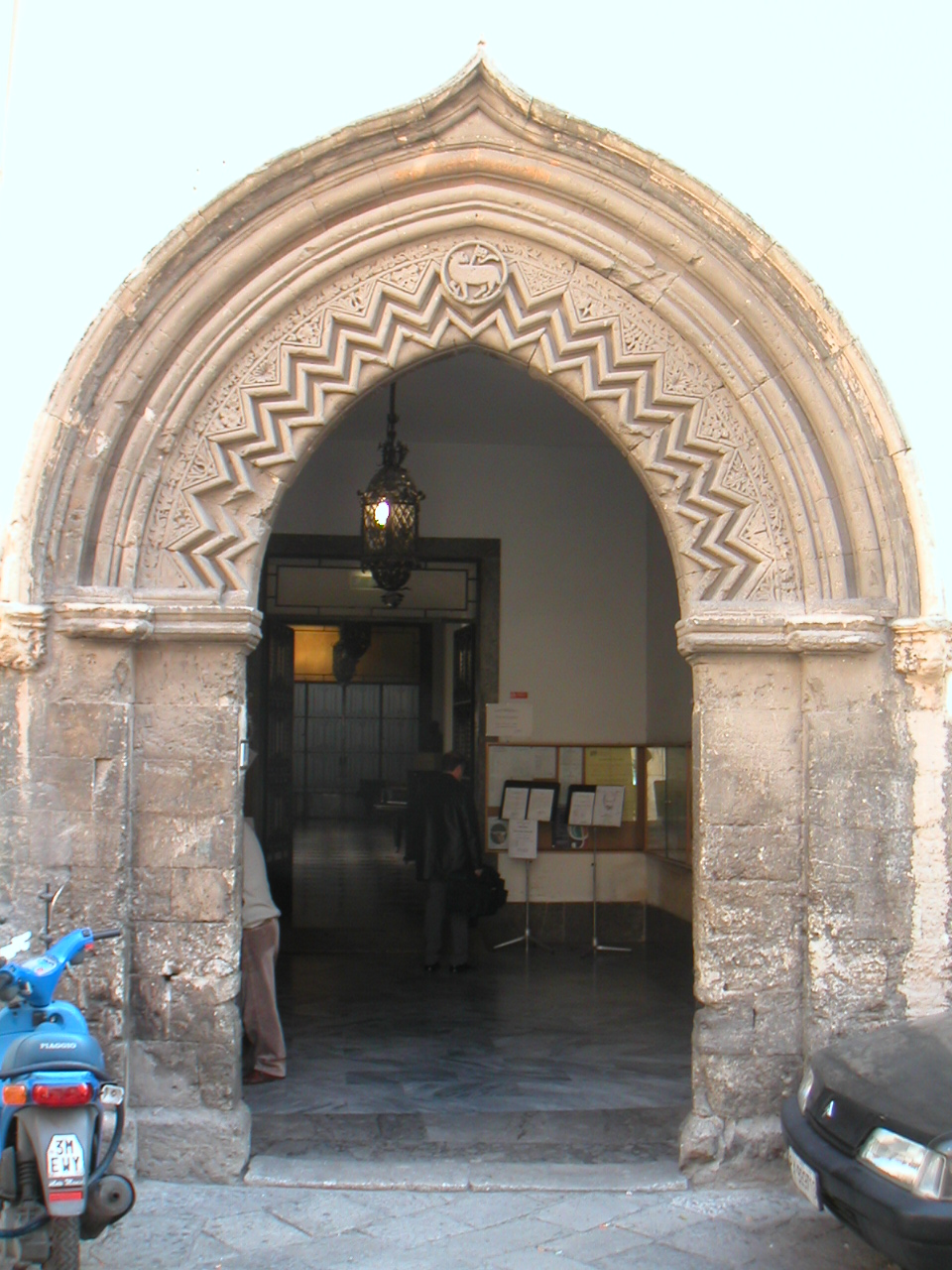
学院大门